# Dormilon à grands sourcils
Muscisaxicola alpinus
Espèce
Statut de conservation UICN

 LC  : Préoccupation mineure
Le Dormilon grands sourcils (Muscisaxicola alpinus) est une espèce de passereaux placée dans la famille des Tyrannidae.

## Illustrations
- Photos

## Répartition
On le trouve en Colombie et Équateur.

## Habitat
Son habitat est les zones de fruticées et de pâturage en haute montagne dans les régions tropicales et subtropicales.

## Sous-espèces
Selon Peterson